# Sayburç
Sayburç è un sito archeologico di epoca neolitica pre-ceramica situato nel sud-est della Turchia, nella provincia di Şanlıurfa. Fa parte del progetto Taş Tepeler (Colline di Pietra in turco), che comprende una dozzina di insediamenti risalenti a oltre 10.000 anni fa, tra cui i più noti sono Göbekli Tepe e Karahan Tepe.

## Ritrovamenti
È stato ritrovato un edificio circolare scavato nella roccia, con panchine scolpite lungo le pareti interne. L'edificio probabilmente aveva una funzione rituale o comunitaria. L’edificio era probabilmente uno spazio cerimoniale condiviso, simile a quelli di Göbekli Tepe e Karahan Tepe. L'eccezionalità della scoperta è data da una scena scolpita in rilievo, che è ritenuta la più antica narrazione visiva scolpita finora scoperta, una forma primitiva di “racconto” per immagini. Nella scena sono raffigurati un uomo nudo tra due leopardi; un secondo uomo con sei dita, di fronte a un toro; oggetti simbolici nelle mani (come serpenti o bastoni).
La decorazione è interpretata come una narrazione simbolica o mitica, forse legata a rituali particolari, come il potere maschile ed il controllo sugli animali o il rapporto tra umano e selvaggio.